# Odyneropsis
Odyneropsis is een geslacht van vliesvleugelige insecten uit de familie bijen en hommels (Apidae)

## Soorten
- O. apache Griswold & Parker, 1999
- O. apicalis Ducke, 1909
- O. armata (Friese, 1900)
- O. batesi Cockerell, 1916
- O. brasiliensis (Friese, 1906)
- O. columbiana Schrottky, 1920
- O. foveata (Ducke, 1907)
- O. gertschi Michener, 1954
- O. melancholica Schrottky, 1914
- O. pallidipennis Moure, 1955
- O. vespiformis (Ducke, 1907)